# Košové návěstidlo

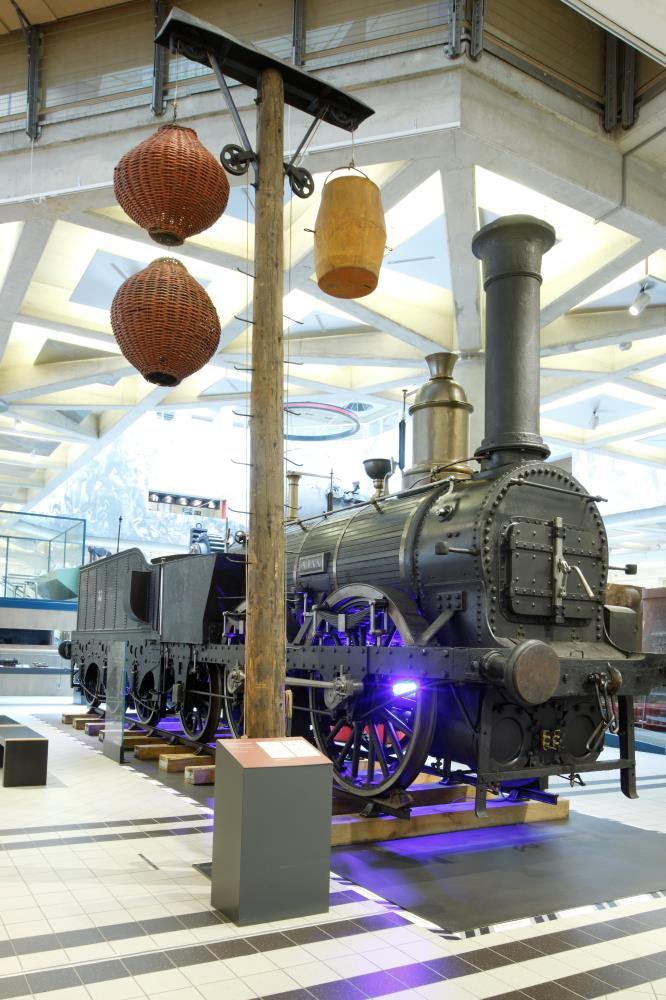
Košové návěstidlo (Technické muzeum Vídeň)

Košové návěstidlo je železniční návěstidlo v podobě stožáru, na který se pomocí lan vytahují kulové koše. Návěst je dána polohami košů. 

## Vznik
Košová návěstidla mají původ v polovině 30. let 19. století ve Spojených státech. Prvně byla vyzkoušena na 20 mil dlouhé trati New Castle and Frenchtown Railroad v Delaware. Tehdy ještě nešlo o návěstidla v pravém slova smyslu, ale o optický telegraf, kterým se podávaly průběžně zprávy o pohybu vlaku. V Anglii se objevila v roce 1837 u Great Western Railway a rozšířila se i dále do Evropy. Na tratích v Rakousku (včetně českých zemí) byla používána od roku 1845. Jednalo se o jeden nebo několik barevných košů, někdy též doplněných připevněnými barevnými prapory. Tyto koše vytahovala obsluha na stožár u  trati. 
Proti dříve používané signalizaci prapory bylo košové návěstidlo lépe viditelné a nevyžadovalo, aby je strážník obsluhoval po celou doby ukazování návěsti. Košová návěstidla různých soustav sloužila na tratích až téměř do konce 19. století. V Rakousku byla zrušena v roce 1877.